# Andreaea cucullata
Andreaea cucullata är en bladmossart som beskrevs av Dixon in Herzog 1935. Andreaea cucullata ingår i släktet sotmossor, och familjen Andreaeaceae. Inga underarter finns listade i Catalogue of Life.